# Lijst van voetbalinterlands Bulgarije - Slowakije
Deze lijst van voetbalinterlands is een overzicht van alle officiële voetbalwedstrijden tussen de nationale teams van Bulgarije en Slowakije. De landen hebben tot op heden acht keer tegen elkaar gespeeld. De eerste ontmoeting was een vriendschappelijke wedstrijd in Sofia op 6 juni 1940. Het laatste duel, eveneens een vriendschappelijke wedstrijd, vond plaats op 1 juni 2021 in Ried im Innkreis (Oostenrijk).

## Wedstrijden
| № | Plaats            | Datum            | Competitie        | Wedstrijd             | Uitslag |
| - | ----------------- | ---------------- | ----------------- | --------------------- | ------- |
| 1 | Sofia             | 6 juni 1940      | Vriendschappelijk | Bulgarije − Slowakije | 1 − 4   |
| 2 | Trnava            | 24 april 1996    | Vriendschappelijk | Slowakije − Bulgarije | 0 − 0   |
| 3 | Sofia             | 11 maart 1997    | Vriendschappelijk | Bulgarije − Slowakije | 0 − 1   |
| 4 | Stara Zagora      | 3 maart 1999     | Vriendschappelijk | Bulgarije − Slowakije | 2 − 0   |
| 5 | Dubnica nad Váhom | 19 mei 1999      | Vriendschappelijk | Slowakije − Bulgarije | 2 − 0   |
| 6 | Valparaíso        | 9 februari 2000  | Vriendschappelijk | Bulgarije − Slowakije | 1 − 0   |
| 7 | Žilina            | 15 november 2006 | Vriendschappelijk | Slowakije − Bulgarije | 3 − 1   |
| 8 | Ried im Innkreis  | 1 juni 2021      | Vriendschappelijk | Slowakije − Bulgarije | 1 − 1   |

## Samenvatting
| Competitie        | Totaal gespeeld | Winst Bulgarije | Gelijk | Winst Slowakije | Doelsaldo Bulgarije – Slowakije |
| ----------------- | --------------- | --------------- | ------ | --------------- | ------------------------------- |
| Vriendschappelijk | 8               | 2               | 2      | 4               | 6 − 11                          |
| Totaal            | 8               | 2               | 2      | 4               | 6 − 10                          |

Wedstrijden bepaald door strafschoppen worden, in lijn met de FIFA, als een gelijkspel gerekend.